# 学位
学位（がくい、英: degree〈ディグリー〉）とは、大学など高等教育機関や国家の学術評価機関等において、教育課程の修了者又はそれと同等の者に対して学術上の能力または研究業績に基づき授与される称号もしくは栄誉称号をいう。
| 分類 | 分類         | 区分                                | 区分                                | 授与を行う標準的な課程                                                  | 授与を行う標準的な課程                                                  |
| ---- | ------------ | ----------------------------------- | ----------------------------------- | ----------------------------------------------------------------------- | ----------------------------------------------------------------------- |
| 称号 | 称号         | 準学士                              | 準学士                              | 高等専門学校の本科                                                      | 高等専門学校の本科                                                      |
| 称号 | 称号         | 高度専門士                          | 高度専門士                          | 専修学校の専門課程（専門学校）のうち、 4年制の学科                      | 専修学校の専門課程（専門学校）のうち、 4年制の学科                      |
| 称号 | 称号         | 専門士                              | 専門士                              | 専修学校の専門課程（専門学校）のうち、 2〜3年制の学科                   | 専修学校の専門課程（専門学校）のうち、 2〜3年制の学科                   |
| 学位 | （下記以外） | 博士                                | 博士                                | 大学院の博士課程 特定の省庁大学校の課程                                 | 大学院の博士課程 特定の省庁大学校の課程                                 |
| 学位 | （下記以外） | 修士                                | 修士                                | 大学院の修士課程 特定の省庁大学校の課程                                 | 大学院の修士課程 特定の省庁大学校の課程                                 |
| 学位 | （下記以外） | 学士                                | 学士                                | 大学の学部 短期大学の専攻科 高等専門学校の専攻科 特定の省庁大学校の課程 | 大学の学部 短期大学の専攻科 高等専門学校の専攻科 特定の省庁大学校の課程 |
| 学位 | （下記以外） | 短期大学士                          | 短期大学士                          | 短期大学の本科                                                          | 短期大学の本科                                                          |
| 学位 | 専門職学位   | 修士（専門職） （○○修士（専門職）） | 修士（専門職） （○○修士（専門職）） | 大学院の専門職学位課程 （専門職大学院）                                 | （法科・教職以外）                                                      |
| 学位 | 専門職学位   | 法務博士（専門職）                  | 法務博士（専門職）                  | 大学院の専門職学位課程 （専門職大学院）                                 | 法科大学院                                                              |
| 学位 | 専門職学位   | 教職修士（専門職）                  | 教職修士（専門職）                  | 大学院の専門職学位課程 （専門職大学院）                                 | 教職大学院                                                              |
| 学位 | 専門職学位   | 学士 （専門職）                     | ○○学士（専門職）                    | 専門職大学                                                              | 専門職大学                                                              |
| 学位 | 専門職学位   | 学士 （専門職）                     | 学士（○○専門職）                    | 大学の学部の専門職学科                                                  | 大学の学部の専門職学科                                                  |
| 学位 | 専門職学位   | 短期大学士 （専門職）               | ○○短期大学士（専門職）              | 専門職大学の前期課程 専門職短期大学                                     | 専門職大学の前期課程 専門職短期大学                                     |
| 学位 | 専門職学位   | 短期大学士 （専門職）               | 短期大学士（○○専門職）              | 短期大学の専門職学科                                                    | 短期大学の専門職学科                                                    |

## 概要
学位は
1. 一定の教育課程を履修し、かつ試験に合格して学業を修めた者
2. 学術上価値のある研究を修め、論文または著書を公刊した者
3. 学術上または教育上、功績があると認められた者

に授与される称号であり、取得学位(課程博士など)、研究学位(論文博士など)、名誉学位の類型があるほか、国や大学によって博士、修士、学士の学位のほか、短期大学士、専門職学位その他各種の階梯・称号が制定されている。
ちなみに学位は大学院の修了資格と不可分の関係にあり、大学院の修了はその大学院の課程が定める特定の学位の取得を意味していた 。しかし、今日ではその大学院の修士課程、専門職学位課程、博士課程の定める学位の他に、大学が提携する他大学特に外国にある大学の学位の取得も可能になるダブルディグリー・プログラムや学位の取得はできない代わりに知識や技術の修得のみに徹するノンディグリー・プログラムという教育課程もできるなど、大学院の修了資格としての学位のあり方も変わりつつある。
なお、同時に2つ以上の学位取得する制度として複数学位（ダブル・ディグリー）、共同学位（ジョイント・ディグリー）がある。いずれも複数の学位の取得を意味する点では同義である。但し制度としての複数学位とは、複数の大学が協定を結び、当該大学の課程を修了した者には修了した大学及び協定校の学位も同時に授与される制度をいう。これに対して、共同学位とはひとつの教育課程で複数の学位の授与を目指し教育を施す制度をいう。特に修士号を2つ取得することを複数修士（ダブル・マスター）と呼ぶことがあるが、高等な学位にいくに従い、こうした制度が年々充実・発展を遂げている。

## 起源
学位の起源は、9世紀、イスラム圏を中心に専門分野別に師から授与されるイジャーザという称号にあるともいわれる 。しかし、定説では14世紀のヨーロッパの大学における教授職の資格に由来し、大学の歴史とともに発展してきたとされている。研究機関と高等教育機関としての大学文化は教員と学生の組合からなるUniversititasというコミュニティの中で発展し、その発展過程の中で大学は種々の特権を得ていくのであるが、一連の歴史を経て、教員資格として生まれたのが、博士 (Doctor)、修士 (Master)という学位であり、この学位授与権の獲得こそ大学最大の特権として定着していくのである。当初、博士はドクターないしプロフェソール、修士(マスター)はマギステルといわれたが 、教員資格たる学位は学部（ギルド）で教育指導を実演し、その能力が認められた者に組合加入式(inceptio)にて授与され、学位取得を受けてはじめて大学での教授活動が許された。
12世紀に修道院や本山学校における古典学の研究から発生したストゥディウム・ゲネラーレ(Studium Generale)が大学の淵源と考えられており、学生組合のボローニャ大学やパリ大学もローマ教皇や神聖ローマ皇帝の勅許により、キリスト教世界全体に通用する「万国教授資格」(Jus Ubique Generale)つまり学位や免許を教授資格者に授与する権能を獲得した 。
大学で学位制度が体系化していくのは、およそ13世紀の頃であるとされ、種々の学位は商工業における徒弟・職人・親方、騎士社会における小姓・従者・騎士という階梯構造に倣い、体系化され今日の姿となっていった。博士と修士の学位はともに教員資格として優劣はなく、大学の慣行としてそれぞれ授与されていた。英語圏の大学で生まれた学士=Bachelorの学位については当初から教員と学生の間の中間的資格として位置付けられ、博士の指導下の学生が一定の段階に到達すると学頭から「購読許可」を得、特殊講義を担当し、一定の試験を合格した者に与えられた。さらに、個人試験に合格した者にはLicentatusと呼ばれて博士になるための資格とされ、13世紀までには、Bachelor－Licentatus－DoctorまたはMagisterの学位体系が成立した。
現代の国際的な学位制度が定着したのは、およそ19世紀、ドイツのベルリン大学哲学部により学問研究理念 ウィッセンシャフトが提唱されて後のことであり、19世紀から20世紀にかけ、同学部のPh.D.という学位が英米を中心に導入され、哲学領域を超えてあらゆる学問分野において世界的に権威ある学位として広まったことによる。
しかし、その後、大学・学位制度の発展は、世界でもっとも早く大学院が発達したアメリカ合衆国に舞台を移すことになり、アメリカの大学が世界の大学教育及び研究を大きくリードしていったことで、近代的な学位制度はアメリカ合衆国において最初に発達したと言われるようになるのである。
今日において学位とは、一般的には、大学など高等教育機関における単位修得や論文執筆などの研究を踏まえた学修の成果に対して授与される、世界的に通用する法的に認められた栄誉称号、学術称号として各国の法令及び大学の規則・規定等において定められている。学位とりわけ「学士の学位」は、国家資格か大学の認定する公的資格の様に誤解される場合もあるが、学位は資格ではないと考えられている（MBAなど一般社会の通念として資格同様に看做されるものもある）。また医師国家試験や司法試験など学位が受験資格となる国家試験もある。
日本などでは明治時代の学位令においては大博士と博士の学位の二等が定められたように当初、学位の種類は等級としてとらえられてきた。しかし、今日では学位の種類は博士をはじめとして、修士、専門職学位、学士、短期大学士などがあるが、今日ではこれを教育課程の段階別の違いであって純粋に種類の違いととらえられている。もっとも、学術能力の高さは博士を筆頭に修士、学士の順に評価されるものであるから、等級としての性格がないわけではない。また、欧州諸国のうちでは同一学位でも優等学位などがあり、学位に等級がある例も存在する。

## 日本の学位制度
現在の日本の学校教育法に基づく学位には、「博士」・「修士」・「学士」・「短期大学士」の4種類及び「専門職学位」がある。現在の学位は、大学又は独立行政法人大学改革支援・学位授与機構が授与するものとされている。
第二次世界大戦終了前の学位は、いわゆる栄典ではないものの、階級・位階・勲等・功級・爵位などと並び称された栄誉ある称号であった。例えば、かつては法令の上諭に付される国務大臣の副署においても大臣の肩書き及び爵位と並んで学位も表示されていた。
学位の取得には、もともと学術的業績すなわち論文執筆を要求されるのが原則であった。博士の学位は、現在でも学位請求論文の提出、及び審査合格により授与される。修士の学位でも、論文の提出を必要としない課程はあるものの、論文の提出を義務付けている課程が多い。しかし、学士や専門職の学位においては、論文の提出を必須としていない課程も少なくない。
「準学士」・「高度専門士」・「専門士」などの学位に準ずる称号、並びに各大学が独自に授与する名誉学位の称号など、学校教育法で学位と規定されていないものは、法令上は称号であり学位ではない。法令上の学位は世界的通用性を保証するものだが、これらの称号はあくまで日本国内でのみ通用するものとされる。
なお、学位は、大学又は独立行政法人大学改革支援・学位授与機構の学位記授与式（学位授与式）にて学位記の交付を以って授与されることが多い。その場合、欧米の例に倣って、学帽と呼ばれる房のついたキャップ、式服と呼ばれるガウンと学位章というフードの授与もなされる大学もある（アカデミックドレス）。また、学位記授与式や卒業式の間に限って、式服や学位章を貸与する大学もある。

### 日本における学位の歴史

#### 戦前
日本の教育史を遡れば、平安時代、大学寮の文章生に俊士や進士の称号が授けられてきた事績があり、最も学位に近い意味合いを有していたが、学位呼称の制定に際しては律令体制下、中国王朝の制度を基につくられた大宝律令において設置された官職名 博士をdoctorに、皇太子の教育官であった東宮学士に由来する学士がBachelorの訳語として充てられた。
現代に通底する日本の学位制度は、1872年(明治5年)施行の「学制」に基づき、一等学士から五等学士までの五段階の学士号と、翌年73年制定の官立学校教員の称号として博士、学士、得業士の称号が制定されたことが端緒となる。
1878年(明治11年)には、旧東京大学にも学士号の学位授与権が与えられ、法学士・理学士・文学士・医学士・製薬士の5つを学位と定めた。東京大学では当初、一等学士から五等学士まで学士号に等級があったとされるが詳細は明らかでない。また、東京大学では、学士号の下に得業士の学位を制定することを検討したが実現しなかった（戦前の一部の旧制専門学校において、得業士の称号を付与する制度があった。詳しくは得業士の項目を参照。）。
その他、工部大学校でも一等学士(The degree of Master of Engineering)から五等学士までの学位が制定され授与されるようになった。
さらに、1879年(明治12年)には文部省が学術上功績顕著な科学者を優遇するために学術の発達に寄与するため必要な事業を行うことを目的として東京学士院が創設された。1886年(明治19年)に帝国大学令（明治19年勅令第3号）が発布、東京大学が帝国大学に改組されて初代総長であった加藤弘之男爵が元老院議官に転進し、その謝恩会が開かれたのが発端となり、同大学卒業生により学士会が創設された。
1887年(明治20年)に発布された学位令（明治20年勅令第13号） では、日本で教育を受けた者や一定の研究を行った者に、博士、大博士の学位を授与することになり、各博士会の審査を経て文部大臣が授与するものとされた。

大学が授与する学士号は（学位ではなく）称号と位置づけられることとなった 。
その後、1898年に学位令が改正され（明治31年勅令第344号）、学位は、法学博士、医学博士、薬学博士、工学博士、文学博士、理学博士、農学博士、林学博士及び獣医学博士の9種とされた。1886年の学位令が定めていた大博士の学位を授与された者は1人もなく、このときに廃止された。また、学位の授与・剥奪の審査を博士会という審議機関に委ねることとなった。
1906年には学術状況を高めるために、東京学士院が帝国学士院に改組された。1911年4月には日本の学術成果の向上と業績への顕彰を目的として帝国学士院恩賜賞が創設された。また同年11月には帝国学士院賞も創設され、日本の学界の育成促進を支援し、これを大いに顕彰することとなった。1920年には、学位令の改正（大正9年勅令第200号）により学位授与権が再び大学に移され、博士会制度も廃止された 。

#### 戦後
第二次世界大戦後、日本全体の制度改革によって学校教育法が制定され、学位令は廃止された。学位制度は、学校教育法（昭和22年法律第26号）とその施行省令である学位規則に基づくものとされた。戦後の学術環境の変化としては1947年には帝国学士院は日本学士院に改組されて現在に至っている。この改組によって帝国学士院恩賜賞は日本学士院恩賜賞に、同じく帝国学士院賞は日本学士院賞に改称された。
1953年（昭和28年）には、学位規則（昭和28年4月1日文部省令第9号）が公布され、日本の学位において、それまでの博士の学位に加えて修士の学位が創設され、日本の学位は大きく2種類とされた。それ以降、日本の大学院は、修士課程・博士前期課程（標準修業年限2年）、博士後期課程（標準修業年限3年）となり、所定の単位を修得し、学位論文その他の要件を満たす者に対して博士又は修士の学位が授与されるようになった 。学術環境の面では1956年（昭和31年）、日本学士院法が制定されることとなり日本学士院は日本学術会議からの分離独立がなされた。
1986年には、価値観、生活環境の多様化と高齢化社会の到来に向けて生涯学習の必要性が高まり、大学のほかに学位を授与する機関の創設について検討することが提言された。これにより、1991年に文部科学省の施設等機関として学位授与機構（現独立行政法人大学改革支援・学位授与機構）が創設され、防衛大学校本科、防衛医科大学校医学科、水産大学校本科、海上保安大学校本科、気象大学校大学部、旧・職業能力開発大学校長期課程（現・職業能力開発総合大学校長期課程）の6省庁大学校（2001年には国立看護大学校看護学部が加わる）の卒業者や、大学の科目履修や短期大学・高等専門学校の専攻科で一定の学修を行った短期大学・高等専門学校・専修学校専門課程の卒業者に対して、同機構の審査を経て、同機構から学士の学位が授与されるようになった。同時に、1991年から2005年にかけて、防衛大学校研究課程博士前期課程及び博士後期課程、防衛医科大学校研究科博士後期課程、水産大学校研究科、職業能力開発総合大学校研究課程、国立看護大学校研究課程部の修了者に対して、同機構の審査を経て、同機構から修士あるいは博士の学位が授与されるようになった。
1991年の学校教育法の改正では、「学士の称号」が「学士の学位」に変更され、日本の学位に学士の学位が加わって、学士、修士、博士の3種類となった。さらに、この改正では、短期大学または高等専門学校を卒業した者に準学士の称号が付与されることとなった。改正法の附則第4項の規定により、それまで称号として扱われていた学士は、改正後の学校教育法による学士の学位とみなされている。
1994年には、文部省告示により、学校教育法にいう学校（学校教育法第1条の規定に基づく学校、1条学校）ではない専修学校の専門課程（専門学校）を修了した者にも専門士の称号を授与することとなった。2003年、高度専門職業人養成の観点から、法曹を養成する法科大学院を中心に、専門職大学院の設置が認められた。専門職大学院は研究者の養成ではなく高度専門職業人育成の観点から、博士の学位でも修士の学位でもない第三の学位（すなわち専門職学位）が創設された。この第三の学位たるべき実務者のための学位は、学校教育法に「文部科学大臣が定める学位」として規定された上でそれぞれの分野における事情を踏まえて「専門職学位」と総称されることとなった。その上で具体的な名称については審議を経て、学位規則において法科大学院修了者には「法務博士（専門職）」、その他の専門職大学院修了者には「○○修士（専門職）」という専門職学位を授与することとなった。
短期大学の卒業者に対しても国際的な基準に合わせて学位の授与についての検討が進められ、中央教育審議会の答申を経て、2005年の学校教育法の改正により新たに「短期大学士」の学位が創設された。改正法の附則第3条の規定により、短期大学卒業生の準学士の称号は、改正後の学校教育法による短期大学士の学位とみなされている。ただし高等専門学校卒業生は従前どおり、準学士の称号である。

### 学位の表記方法

#### 専攻分野の名称の付記方法
学位における専攻分野の名称の表し方については、文部科学省令の大学設置基準及び学位規則で、1991年（平成3年）6月30日以前において、専攻分野が明示された「○学修士」「○学博士」というものが授与されていたが、1991年（平成3年）7月1日以降は、「学士（専攻分野）」「修士（専攻分野）」「博士（専攻分野）」のように専攻分野を付記する形で授与されるよう改正された。これは、学術研究の高度化や学際領域への展開等の状況に柔軟に対応するため等の目的でなされたものであるが、ただ、どの専攻分野で学位が授与されたかを表記することは社会的に有用であるので、各大学において学位を授与する際には、その定めるところにより、専攻分野を付記するものとされた。また、同時にこれは、課程制大学院になって後においてもなおかつ従来の大学院の意識が引き続いていて、特に人文社会系において学位の授与が必ずしも活発ではないということから、学位制度を基本的に変える必要があった。従来の○○博士というやり方でそれをそのまま持ち越すと、文学博士、法学博士というところに非常に碩学泰斗のイメージが残るので、依然として出しにくい状況が続く。それぞれの大学院が博士号を授与するときに、適宜、博士（○○）というふうに専門分野の名前を付記するというふうにすれば、そこで明確に、学位の制度が変わったということが明らかになるので、従来の碩学泰斗のイメージから離れて課程制大学院の本旨に立っての学位授与が行われるようになるものと考えられた。
また、専門職学位においては、専攻分野を冠する名称の学位が授与されている。よって、日本の学位の表記方法は下記の3種類に大別される。1991年（平成3年）以降授与される学位に関しては、学位規則上は「大学及び独立行政法人大学改革支援・学位授与機構は、学位を授与するに当たつては、適切な専攻分野の名称を付記するものとする。」と規定されている。このように、授与機関側で授与の際に専攻分野を付記するものとされていることから、付記の仕方については、各大学の学則・大学院学則・学位規程（学位規則）上、明文を以て定められている。
- 「○学博士」（1991年（平成3年）以前に授与された学位等。修士・学士の場合も同様。）
- 「博士（○学）」（専門職学位を除く学位。修士・学士・短期大学士の場合も同様。）
- 「○○修士（専門職）」（専門職学位。法務博士（専門職）以外の場合も同様。）

#### 大学等の付記方法
学位の名称を用いるときには、授与機関の名称を付記しなければならない。この大学名等の付記の仕方は学位規則では明記されておらず、単に「学位を授与された者は、学位の名称を用いるときは、当該学位を授与した大学又は独立行政法人大学改革支援・学位授与機構の名称を付記するものとする。」と規定されている。
実際の運用では、専攻分野についてはおしなべて括弧書きで付記されているのに対して、大学名等の付記については統一的な付記方法が確立されているわけではない。ただし、一部の大学の学位規程には付記方法が規定されており、具体的には次のようなものがある（博士以外の修士・学士・短期大学士・専門職学位も同様）。
- 「大学名博士（専攻分野）」[13]
- 「大学名　博士（専攻分野）」[14]
- 「博士（専攻分野）大学名」[15]
- 「博士（専攻分野）（大学名）」[16]
- 「博士（専攻分野・大学名）」[17]
- 「博士（専攻分野　大学名）」[18]

### 学位の種類

#### 大博士の学位
大博士については、1887年の学位令で、大博士の学位が置かれ、文部大臣が授与することとなっていたが、授与例は1例も無いまま廃止された。

#### 博士の学位
博士の学位は、日本において最上位の学位である。大学院博士後期課程（博士課程）修了者、あるいは大学院への論文提出により同等以上の能力を持つと認められた者に対しては、当該大学から授与される（前者を課程博士、後者を論文博士と呼ぶことがある）。また、防衛大学校研究科博士後期課程と防衛医科大学校医学研究科の修了者に対しては、独立行政法人大学改革支援・学位授与機構への論文提出及び審査を経て、同機構から授与される。博士後期課程（博士課程）を修了するには、大学に学位論文を提出し、審査に合格しなければならない。博士の学位を授与した際には授与機関（授与大学あるいは独立行政法人大学改革支援・学位授与機構）は文部科学省への届け出ることになっているが、この際、授与機関ごとに通し番号が付けられるが、課程博士には甲1234XX号のように「甲」が、論文博士には乙1234XX号のように「乙」が付される。ただし、授与機関が発行する学位記には必ずしも「甲」・「乙」の区別が記載されるとは限らず、授与機関によっては両者の通し番号が付されている例もある。

#### 修士の学位
修士は、博士と学士の中間に位置する大学院レベルの学位である。大学院の修士課程（博士前期課程）を修了した者に授与される。また、防衛大学校研究科博士前期課程、国立看護大学校研究課程部、水産大学校研究科、職業能力開発総合大学校研究課程を修了した者に対しては、独立行政法人大学改革支援・学位授与機構への論文の提出、審査を経て、同機構から授与される。なお、海外においては準修士という学位があるが日本ではそのような学位はないものの、大学独自の称号として設定している場合がある。

#### 専門職学位
専門職学位は、専門職短期大学または専門職大学を卒業した者、専門職大学の前期課程を修了した者、及び専門職大学院を修了した者に授与される学位である。通常の学位が学問・研究に対して授与されるものであるのに対し、専門職学位は専門性が求められる職業を担うための学識や能力に対して授与される。
法科大学院の修了者には「法務博士（専門職）」、それ以外の専門職大学院を修了した者には「○○修士（専門職）」の学位が授与される。2007年（平成19年）4月1日には教職大学院の修了者に授与される教職修士（専門職）の学位が新設された。いずれも修業年数に関しては修士課程（博士前期課程）と同等である。
2017年の学校教育法改正により、短期大学及び大学の学部に相当する専門職教育課程が設けられた。
- 専門職短期大学の卒業者と専門職大学の前期課程の修了者には「〇〇短期大学士（専門職）」、通常の短期大学に設置された専門職学科の卒業者には「短期大学士（○○専門職）」が授与される。修業年数に関しては短期大学士と同等である。
- 専門職大学の卒業者には「〇〇学士（専門職）」、通常の大学の学部に設置された専門職学科の卒業者には「学士（○○専門職）」が授与される。修業年数に関しては学士に相当する。

#### 学士の学位
大学の学部における所定の課程を修め所要の単位を修得して卒業を認められた者、省庁大学校（防衛大学校本科、防衛医科大学校医学科、海上保安大学校本科、気象大学校大学部、国立看護大学校看護学部、水産大学校本科、職業能力開発総合大学校長期課程および総合課程）を卒業して独立行政法人大学改革支援・学位授与機構の審査に合格した者、高等専門学校の専攻科にて所定の単位を修得し、同機構の審査に合格し大学卒業と同等以上の学力を有すると認められた者、短期大学または高等専門学校を卒業しもしくは大学の学部に2年以上在学しかつ62単位以上を修得し退学し、さらに高等教育機関における単位を修得して所定の単位を充足し、同機構の審査に合格して大学卒業と同等以上の学力を有すると認められた者に対し授与される学位。
学士の学位は大学卒業者に対しては当該大学から、その他の者に対しては独立行政法人大学改革支援・学位授与機構から授与される。英語ではbachelor（バチェラー　独身・未婚の意もあり）と呼ぶ（但し日本では「ドクター」や「マスター」に比べて一般的ではない）ことから、日本の大学では学部4年生をB4と略す場合があり、同様に、例えば修士課程1年生はM1、博士課程1年生はD1と略される例がある。

#### 短期大学士の学位
短期大学を卒業した者に授与される学位である。

### 学位に準ずる又は学位に類する日本の称号

#### 学位との関係
法律で定められているものとして「準学士」が、文部科学省の告示で定められているものとして「専門士」があり、そのほかに各大学が独自に授与する名誉称号「名誉博士」などが有名である。以下、学位に準ずる称号及び学位に類する称号を解説する。
日本で4年制の大学を卒業した者は学士の学位、高度専門士付与校たる専修学校専門課程を卒業した者は高度専門士の称号が、それぞれ授与される。更に2年制又は3年制の短期大学においては短期大学士の学位、高等専門学校では準学士の称号、専修学校専門課程では専門士の称号が授与される。これら3種の学位と称号とでは、国際通用性の有無などの違いこそあるが、教育課程としての程度は同じであると判断され、その後の進路においても短期大学士・準学士・専門士はともに4年制大学の学部3年生に編入学することができる。
さらに、学部及び高度専門士付与校たる専修学校を卒業した者は、大学院修士課程及び専門職学位課程への入学資格を認められる。また、2年制及び3年制の大学院修士課程（博士前期課程）と専門職学位課程（法科大学院及びその他の専門職大学院）は教育機関としての趣旨や認定する能力にこそ違いはあるが、ともに大学院博士課程（博士後期課程）への入学資格を認定される。

#### 法令で定められたもの
- 準学士の称号 - 高等専門学校を卒業した者に付与される。学校教育法に定めがある。標記は「準学士（○○学）」。
- （廃止）得業士の称号 - 旧制の専門学校、特に医学専門学校の卒業生などの称号として、一部の学校で授与していた。現在は廃止。

#### 告示で定められたもの
- 高度専門士の称号 - 専修学校の専門課程（専門学校）のうち、以下の条件を満たすと文部科学大臣が認定し、官報で公示した専修学校の専門課程の課程を卒業した者に授与される。修業年限は大学学部と同等であり、文部省の指導により標記は「高度専門士（○○専門課程）」。
  - 修業年限が4年以上のもの。
  - 修業年限の期間を通じた体系的な教育課程の編成がされていること。
  - 修了に必要な総授業時数が3400時間以上であること。
- 専門士の称号 - 専修学校の専門課程（専門学校）のうち、以下の条件を満たすと文部科学大臣が認定し、官報で公示した専修学校の専門課程の課程を卒業した者に授与される。「専修学校の専門学校の修了者に対する専門士の称号の付与に関する規程」（平成6年文部省告示第84号）に定めがある。文部科学省の指導により表記は、「専門士（○○専門課程）」。
  - 修業年限が2年以上のもの。
  - 課程の修了に必要な総時間数が1700時間以上であること。
  - 試験等で成績評価を行い、その評価に基づいて課程修了の認定を行っていること。

#### 法令の定めのある類似の称号
- 名誉教授の称号（学校教育法に規定された称号だが、教授等であったという職歴によって授与されるもの。各大学・高等専門学校の規程に基づき各機関が授与。）

#### 法令の定めのない類似の称号
- 名誉博士の称号 - 日本においては、各大学が独自に授与するもの。通称して名誉称号、名誉学位といわれる。多くは授与する大学に関係する者の中で、著名な研究を行ったり、社会的に有名になった者、大学への寄付などの貢献に対して授与される。学術的評価というよりは社会的な活動なり功績を称えるという顕彰の意味合いが強い。
- 大学の授与する称号
- 大学病院の授与する称号
- 学会の授与する称号
- その他市民カレッジ・民間団体などの称号

## 各国の学位制度
ヨーロッパではボローニャ・プロセスによって学位の共通化の試みが進められている。

### イギリス
イギリスにおいては、各大学や地域が独自に学位の種類や名称を定めている。例えばケンブリッジ大学とオックスフォード大学のMA （Master of Arts）は、学部入学から一定期間を経た学部卒業生に与えられるもので、大学院の学位ではない。スコットランドの一部の大学では、学部卒業生にMaster of Artsを、修士課程修了者にBachelor of Artsを授与している。
しかし一般には、スコットランド以外の地域では学部で3年以上の課程を終えることで学士号 (bachelors degree) を得る。これには優等学位 (honours degree) と普通学位 (ordinary degree) とがある。一方スコットランドの一部の大学では、前半2年間の成績により、後半2年間Honours Degreeに進むかGeneral Degreeに進むか振り分けられ、その後半2年間を終了することでそれぞれの学位が得られる 。修士号 (masters degree) は学士号取得後1 - 2年の大学院課程を修了することで、博士号 (doctorate) は修士号取得後最低3年の独創的な研究を認められることで授与される。ただし、BScなどの学士をとった後、Masterには進まず直接PhDに進むのが一般的である。Masterに進む場合は成績がPhDに進む基準に達していなかったか、専攻を変えた場合が主である。日本で学部を出た後、英国に留学する場合はこの限りではない。さらに、公刊された研究業績によって審査される、名誉学位的なHigher Doctorate（上級博士）の学位がある 。修士（Masters Degree）には2種類ある。Taught DegreeとResearch Degreeである。前者は大抵1年間の課程で、後者は2年間である。
注意すべきなのはMasterであっても修士ではないことがあるという点である。学部課程の途中で一年間のインターンシップなどを経験すると卒業時BScの代わりにMsciが授与される、などの場合があるからである。
これ以外に、サーティフィケート（certificate）やディプロマ（diploma）と呼ばれる学位や職業資格が数多く存在する。学士号を持たない者が1 - 2年の課程を修了すると得られる「準学士」「短期大学士」にあたる称号である。また、サーティフィケートやディプロマには、学士号を持った者に大学院の課程を経て与えられるポストグラデュエート・ディプロマ(PgDip)やPostgraduate certificateなどの「準修士」学位もある。
学位審査・授与機関は各大学および全国学位評議会(CNAA)であり、CNAAは学位授与権を持たない教育カレッジや継続教育カレッジの学位認定を行っている 。

### フランス
フランスは独自の学位制度があり、大学前期2年の第一期課程を履修した後、大学一般教育修了免状が授与され、大学後期(第二期課程)修了時に学位としての学士(Licence)が授与される。高等学位としては、その後、さらに2年の学部修士課程修了時に修士(Master)が、第三期課程修了と論文審査合格時に授与される博士(Doctorat de troisième cycle)の学位と高等教育の教員資格を保障する国家博士(Doctorat d'État)と外国人留学生を対象とする大学博士(Doctorat Universitaire)がある 。

### ドイツ
ドイツ連邦共和国では独自の学位制度があり、旧西ドイツ時代は学修を成功させた者に対し、得業士(ディプローム=Diplomgrad)やマギスター(Magistergrad)の学位を、高い学術業績を残した者にドクター(Doktorgrad)の学位を設けてきた。得業士は2年の4セメスター修了時に予備試験と最低4年の8セメスター修了時の得業士試験合格を取得要件とし、その後の2年間の研究と博士試験によってドクター学位を取得できるという独自の制度であった 。しかし、国際化の進展とともに独自の学位が不便ともされるようになったため、ボローニャプロセスを契機に学士と修士の二段階からなる英米式の学位制度も創設されるに至っている 。
しかし音楽大学などの芸術系の大学では「学位」そのものがその後の芸術家としての質の低下を招いてしまうとして、未だに卒業試験のみで「博士」などの学位は与えておらず、外部のコンクール歴などによって「学位」と同等とみなす風潮がある。
ドイツの博士号であるDr.rer.natやDr.med.などの授与は、学術的な業績や知識の習得だけではなく、全人格的な評価も重要な審査要因であり、学術職業的な称号というだけではなく、社会的な称号として与えられる。したがって、過去に刑事犯として有罪判決を受けたものには与えられない。また、取得後に有罪になると博士の学位を剥奪されることが多い。近年では、2004年にコンスタンツ大学は、研究の捏造の発覚により、ヘンドリック・シェーンの博士号を剥奪した。
ドイツの大学では、博士号審査の際に、警察から犯罪歴に関する証明書の提出が義務付けられている。これは、中世以来、大学組織が独立した自治権を認められており、国家警察の管轄外とされていることから、大学の自治と自己規制のために確立してきた制度である。このようなことから、博士号を授与された者は、一般社会の中でも日常的に博士の称号をつけて呼ばれる。また、ドイツの刑法では、博士号の詐称を重い犯罪として規定している。

### ロシア連邦
ロシアの学位制度は現在、2種類のものが混在している。ソ連時代から続く学位としては、доктор наук（ドークトル・ナウーク; 博士）、кандидат наук（カンジダート・ナウーク; 準博士、博士候補）が挙げられる。кандидат наукがPh.D.に相当するため、доктор наукは日本の「博士」よりも上の学位に相当することになる。準博士の取得には大学院課程(アスピラントニマム)に3年在学し、博士候補ミニマム試験に合格した後、2点以上の論文を発表し、教育学、心理学の基礎学習と教育実習を必要とした。さらに、博士の学位を取得するには論文審査が課せられていた 。また、通常の大学（5年制）を卒業した者には、専門家としての資格認定書付きの卒業証書が授与されていた（дипломированный специалист）。一方で、新しい学位制度では、4年制の大学を卒業した者にбакалавр（バカラーヴル; 学士）、6年制の大学を卒業した者にмагистр（マギーストル; 修士）の学位が授与される。

### アメリカ合衆国
大きくは、doctoral degree（博士学位）、master's degree（修士学位）、bachelor's degree（学士学位）、associate degree（短期大学士学位）とFirst-Professional Degree（第一専門職学位）からなる。この体系は、ほかの国々が自国の学位制度を作る際の参考にもしていることが多く、特にdoctoral degree（博士学位）、master's degree（修士学位）、bachelor degree（学士学位）、associate degree（短期大学士学位）の4つの学位については、多くの国々および国際学術上でこれらと同等の学位が設けられている。またアメリカの学位は、学士学位であればMA（Master of Arts：文学修士、学術修士）などの学問的学位と、修士学位であれば、MBA（Master of Business Administration：経営学修士）、職業的学位であればM.D.Doctor of Medicine・学士（医学）などの様な職業的学位あるいは専門的学位で構成されている。これら基礎的な種別のほかにSpecialistやEngineerなどの中間学位がある。これらの学位認定機関は大学が中心だが、近年は学外の認定機関がこれに加わっている。修士以上の学位審査には一ヶ国語以上の外国語試験と口述試験が課せられる 。
米国での学位の評価や期待は専攻（メージャー、Academic major）により異なる。なお、米国では「学位ビジネス」と呼ばれる、学術研究成果に基づかない、根拠無き称号を売買するビジネスが暗躍しており、学位の社会的な評価の高さと詐欺の実態が浮き彫りとなっている（→ディプロマミル・認定校制度）。

## 学位をめぐる不正
学位審査にかかる不正には以下のようなものがある。

### 詐称
学位は国際的にも通用する公的な称号であることなどから、一般に詐称は犯罪とされる。
日本などでは軽犯罪法第1条15にて「官公職、位階勲等、学位その他法令により定められた称号若しくは外国におけるこれらに準ずるものを詐称し、又は資格がないのにかかわらず、法令により定められた制服若しくは勲章、記章その他の標章若しくはこれらに似せて作つた物を用いた者」を拘留又は科料に処すると規定している。

### 学位論文・著作物における剽窃・盗用
論文の剽窃や盗用は学位剥奪の対象となる。

### 学位審査にかかる贈賄
慣習として学位審査に際して主査ないし副査に金品を包むことも行われてきた大学も存在するが、これらは特に、公務員又はみなし公務員である国公立大学で学位審査に関わる教員が金品の受領することは収賄の対象となる。2007年、名古屋市立大学に行われた博士の学位審査で学位請求者から不正に謝礼を受けたとして審査に関わった教員が収賄罪に問われた事件が起きた。

### ディプロマミル
正規の大学ではない学位を使用し、その資格がないのに大学教員等の応募に使用し、その職に就くこともしばしば報道され、発覚により懲戒免職や懲戒解雇となることがある（ディプロマミル参照）。